# Joël Robuchon
Joël Robuchon (Poitiers, 7 aprile 1945 – Ginevra, 6 agosto 2018) è stato un cuoco francese.
Fu definito lo "chef del secolo" dalla guida Gault Millau nel 1989 e premiato come Meilleur Ouvrier de France (Miglior lavoratore di Francia) in cucina nel 1976. Ha pubblicato diversi libri di cucina, ha fatto parte della commissione Larousse Gastronomique, ed è stato ospitato in diversi spettacoli televisivi culinari in Francia.
Ha operato in più di una dozzina di ristoranti a Bangkok, Bordeaux, Hong Kong, Las Vegas, Londra, Macao, Monaco, Montréal, Parigi, Shanghai, Singapore, Taipei, Tokyo, e New York, con il più alto record di stelle Michelin, più di ogni altro chef al mondo: 32.

## Ristoranti
- Asia

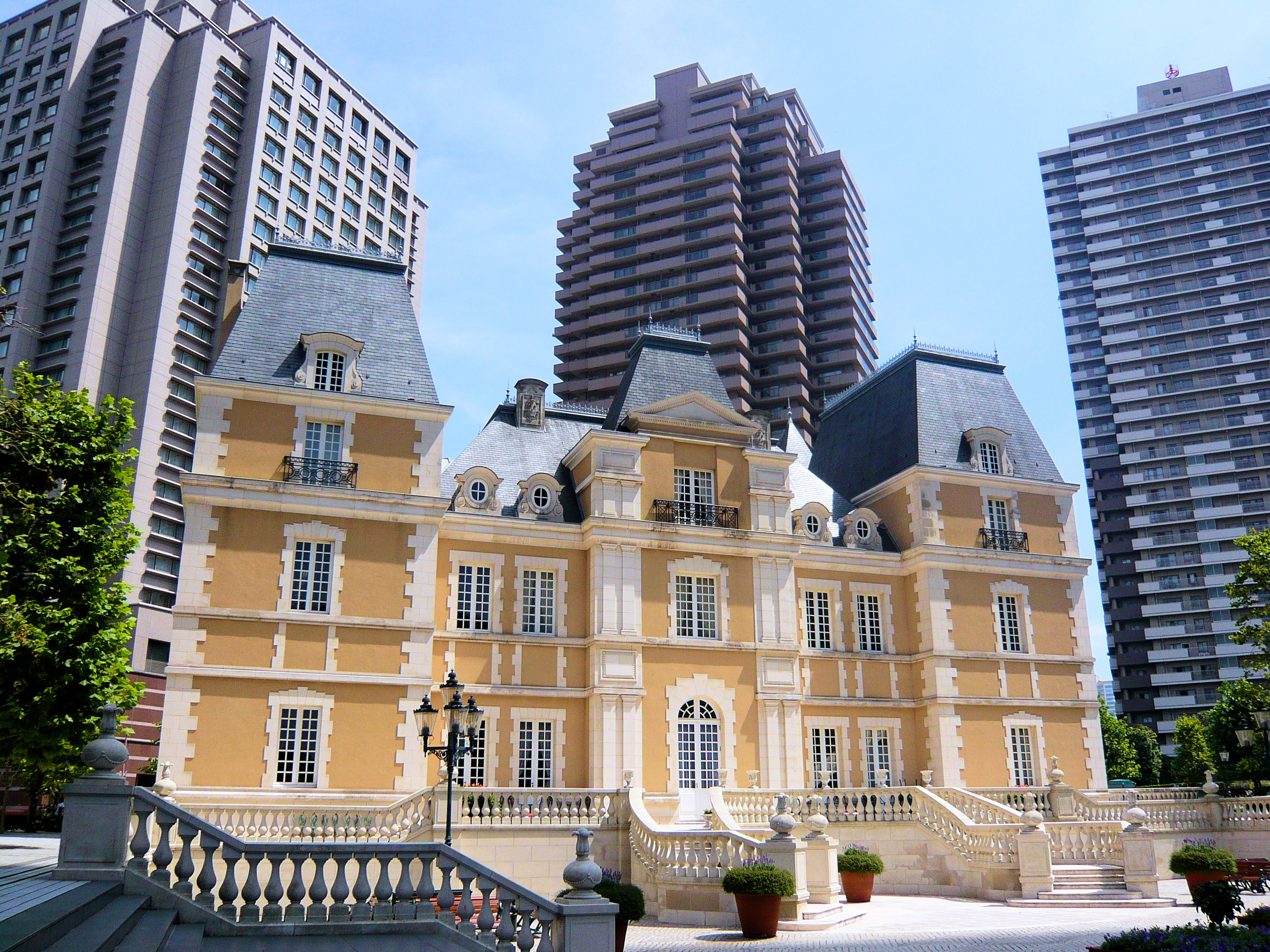
Ristorante Robuchon a Tokyo nello Château di Ebisu

  - Bangkok - L'Atelier de Joël Robuchon (1 stella Michelin)
  - Hong Kong - L'Atelier de Joël Robuchon (3 stelle Michelin), Salon de Thé de Joël Robuchon
  - Macao - Robuchon au Dôme (3 stelle Michelin)
  - Shanghai - L'Atelier de Joël Robuchon (2 stelle Michelin), Salon de Thé de Joël Robuchon
  - Singapore - L'Atelier de Joël Robuchon (2 stelle Michelin), Restaurant de Joël Robuchon (3 stelle Michelin) - entrambi chiusi nel 2018.
  - Taipei - L'Atelier de Joël Robuchon (1 stella Michelin), Salon de Thé de Joël Robuchon
  - Tokyo - L'Atelier de Joël Robuchon (2 stelle Michelin), La Table de Joël Robuchon (2 stelle Michelin), Le Chateau de Joël Robuchon (3 stelle Michelin)
- Europa
  - Bordeaux - La Grande Maison de Joël Robuchon
  - Londra - L'Atelier de Joël Robuchon (1 stella Michelin), La Cuisine de Joël Robuchon (1 stella Michelin)[6]
  - Monaco - Restaurant de Joël Robuchon (2 stelle Michelin), Yoshi (1 stella Michelin)
  - Parigi - L'Atelier de Joël Robuchon (1 stella Michelin), La Table de Joël Robuchon (2 stelle Michelin)
  - Ayia Napa - L'Atelier de Joël Robuchon
- Nord America
  - Las Vegas - L'Atelier de Joël Robuchon, Joël Robuchon
  - Montreal - L'Atelier de Joël Robuchon (at Casino de Montreal)
  - New York City - L'Atelier de Joël Robuchon, Le Grill de Joël Robuchon